# Кенсе (Кот-д’Ор)
Кенсе́ (фр. Quincey) — коммуна во Франции, находится в регионе Бургундия. Департамент коммуны — Кот-д’Ор. Входит в состав кантона Нюи-Сен-Жорж. Округ коммуны — Бон.
Код INSEE коммуны — 21517.

## Население
Население коммуны на 2010 год составляло 426 человек.
| 1962 | 1968 | 1975 | 1982 | 1990 | 1999 | 2010 |
| ---- | ---- | ---- | ---- | ---- | ---- | ---- |
| 228  | 226  | 216  | 250  | 316  | 378  | 426  |

## Экономика
В 2010 году среди 289 человек трудоспособного возраста (15—64 лет) 239 были экономически активными, 50 — неактивными (показатель активности — 82,7 %, в 1999 году было 73,8 %). Из 239 активных жителей работали 227 человек (120 мужчин и 107 женщин), безработных было 12 (8 мужчин и 4 женщины). Среди 50 неактивных 22 человека были учениками или студентами, 16 — пенсионерами, 12 были неактивными по другим причинам.